# Gautampur
Gautampur (en népalais : गौतमपुर) est un comité de développement villageois du Népal situé dans le district de Sunsari. Au recensement de 2011, il comptait 4 053 habitants.